# Lugn i stormen (2016)
Lugn i stormen (engelska: The Loud House, i Finland kallad Hemma hos oss) är en amerikansk animerad TV-serie skapad av Chris Savino för barn-TV-kanalen Nickelodeon. Serien hade premiär i USA den 2 maj 2016 och i Skandinavien den 16 maj 2016. Serien kretsar kring 12-årige Lincoln Lugn och den kaotiska vardagen i hans familj. Lincoln är den enda pojken i den stora familjen på 11 barn och anstränger sig dagligen för att få uppmärksamheten från sina 10 systrar. Serien utspelar sig i den fiktiva staden Royal Woods som ligger någonstans i den sydöstra delen av delstaten Michigan i USA.

## Svenska röster
I den svenska dubbningen medverkar bland annat:
| Rollfigur | Svenska röster            |
| --------- | ------------------------- |
| Lincoln   | Mimmi Sandén              |
| Clyde     | Mikaela Tidermark         |
| Lana      | Josefine Götestam         |
| Leni      | Mikaela Ardai Jennefors   |
| Lisa      | Mia Kihl                  |
| Lola      | Josefine Götestam         |
| Lori      | Dominique Pålsson Wiklund |
| Luan      | Alexandra Alm Nylén       |
| Lucy      | Norea Sjöquist            |
| Luna      | Mikaela Ardai Jennefors   |
| Lynn      | Dorothea Norling          |
| Pappa     | Anders Öjebo              |
| Mamma     | Sharon Dyall              |